# Уорд, Сет
Сет Уорд (англ. Seth Ward, 1617−1689) — английский математик, астроном и церковный деятель.

## Биография
Родился в Хартфордшире, получил образование в Сидни Сассекс колледже в Кембридже, где получил степень бакалавра в 1636 и магистра — в 1640 году. В 1643 году Уорд был избран на должность преподавателя математики в Кембридже, но в следующем году был отстранён от должности из-за сопротивления Торжественной лиге и Ковенанту (совместно с Исааком Барроу, Джоном Барвиком и Питером Ганнингом).
В 1640-х годах, он вёл переписку по проблемам математики с Уильямом Отредом, и поддерживал отношения с Сэмюэлом Уордом.
С 1649 по 1660 годы Уорд был Савильским профессором астрономии в Оксфордском университете. В этой должности он заработал высокий авторитет в кругах астрономов благодаря своим работам по движению планет — In Ismaelis Bullialdi astro-nomiae philolaicae fundamenta inquisitio brevis (Оксфорд, 1653), полемизирующей с взглядами Исмаэля Буйо, и Astronomia Geometrica (Лондон, 1656), посвящённой законам Кеплера. В это же время Уорд принял участие в многолетней философской полемике Томаса Гоббса с Джоном Валлисом на стороне последнего. Уорд и Валлис, будучи оба савильянскими профессорами и представителями англиканского духовенства, сочли для себя оскорбительными труды Гоббса, особенно «Левиафан».
В 1654 году Уорд вместе с Джоном Уилкинсом выступили против влиятельного клирика Джона Уэбстера, который в своём трактате Academiarum Examen повёл атаку против методов преподавания в Оксфорде и Кембридже, требуя ввести обучение астрологии и алхимии. В ответ на это Уилкинс и Уорд выступили со своим трактатом Vindiciae academiarum (1654), в котором отстаивали более умеренную программу реформы преподавания, частично уже реализованную к тому времени. Уилкинс и Уорд утверждали, что Уэбстер не в курсе последних изменений в преподавании, и непоследователен в своих взглядах, защищая одновременно Бэкона и Фладда, чьи методы были несовместимы.
В 1659 году Уорд был назначен президентом Тринити-колледжа в Оксфорде, но не сумев подтвердить свою квалификацию, подал в отставку в 1660 году.
Уорд был одним из первых членов Лондонского королевского общества, созданного в 1660 году.
Наряду с научной деятельностью, Уорд сделал успешную карьеру в англиканской церкви. В 1661 году король Карл II назначил его руководить приходом церкви Святого Лаврентия в Лондоне, в том же году Уорд также стал деканом Эксетерского собора, а в 1662 году — ректором церкви в Сент-Бреке, Корнуолл. С 1662 по 1667 годы Уорд был епископом Эксетера, а с 1667 по 1689 годы — епископом Солсбери.
В своей деятельности Уорд отличался жёсткой политикой в отношении нонконформистов. Организовал сбор средств на восстановление соборов в Вустере и Солсбери. Умер в Найтсбридже (Лондон) 6 января 1689 года.